# Температура тіла

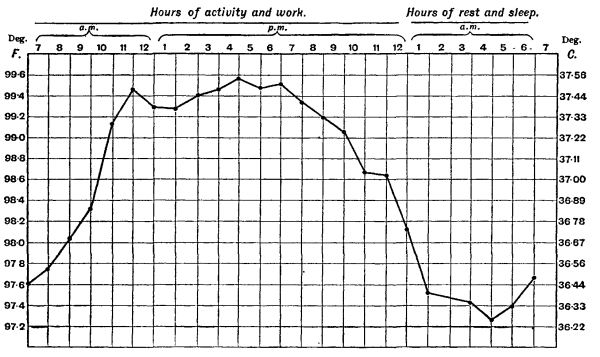
Добові коливання ректальної температури тіла людини, в межах від приблизно 37.5 °C з 10 ранку до 6 вечора, і падіння до 36.4 °C з 2 до 6 ранку

Температу́ра ті́ла — загальний показник теплового стану організму людини, тварин.

## Вимірювання температури

### Ртутні термометри
Ртутні термометри для вимірювання температури тіла людини з графічно нанесеною цифровою шкалою від 30 до 42 °C (за межами цього діапазону людина, зазвичай, помирає)[джерело?] достатньо точні. Але через високу небезпеку в разі витоку ртуті, ВООЗ закликала відмовитися від ртутних термометрів.

### Електронні термометри
Останнім часом набувають поширення електронні термометри. Електронний термометр складається з датчика, електронної схеми і індикатора, який показує дані вимірювань.

#### Вимірювання контактним електронним термометром
Контактні електронні термометри можуть забезпечити дуже високу точність вимірювання температури (обумовлену відповідною конструкцією виробу, також виробник може забезпечити калібрування кожного виробу програмним внесенням точного значення індивідуальної похибки в алгоритм обчислення температури для точних кінцевих показів). Для вимірювання температури контактним електронним термометром, його треба попередньо розташувати в місці вимірювання на 5 хвилин для термостабілізації середовища вимірювання, потім увімкнути для вимірювання, дочекатися звукового сигналу завершення вимірювання і лише тоді спостерігати отриманий результат. В електронному термометрі обчислення вимірювання процесором відбувається методом апроксимації, тому, при великій різниці між температурою початку вимірювання не термостабілізованого середовища і справжньою температурою термостабілізованого середовища, може не вистачити часу до звукового сигналу для завершення отримання необхідної кількості даних про дійсну температуру середовища після поступового досягнення пристроєм температури вимірюваного середовища для вірогідних обчислень, від того буде потрібно значно більше часу вимірювання, ніж до звукового сигналу.
Інакше вимірювання можна здійснити якщо попередньо увімкнути електронний контактний термометр для вимірювання, потім розташувати у місці вимірювання, після останнього звукового сигналу рахувати 5-10 хвилин (залежно від температури навколишнього середовища) задля того, щоб температурний сенсор остаточно прийшов у відповідність із температурою вимірюваного середовища і лише потім спостерігати результат вимірювання.
Необхідно пам'ятати, що звуковий сигнал сигналізує лише про зменшення швидкості підвищення температури вимірювального датчика електронного термометричного контуру

.

#### Вимірювання безконтактнимінфрачервоним електронним термометром
Точність вимірювання безконтактним термометром трохи нижче, ніж у контактних приладів. Принцип його роботи — вбудований чутливий елемент фіксує інфрачервоні випромінювання тіла і виводить результати на електронний дисплей. Вимір температури проводиться в певних місцях — лоб, вушні раковини, виски. Має можливість вимірювати температуру без дотику з тілом хворого, що дозволяє отримати миттєвий результат виміру, не потривоживши людини під час відпочинку і сну. Його необхідно піднести на відстань приблизно 2 см і натиснути на кнопку пуску.

## Температура у людей
Нормальна температура тіла людини залежить від точки (місця) вимірювання. Температура тіла під пахвами вважається нормальною при вимірюванні ртутним термометром у проміжку 35,5-37,2 °C. У деяких країнах прийнято вимірювати температуру в анусі або в роті. Також можливе вимірювання електричним термометром у вусі або прямій кишці (ректальна). Причому ректальне (пряма кишка) значення найближче до температури тіла. Температури під язиком (на 0,3-0,5 °C нижче); під пахвами (приблизно на 0,5 °C нижче) нижчі і відносно ненадійні.
Температура тіла коливається протягом дня у вузьких межах: ближче до вечора та після приймання їжі вона підвищується; вночі вона нижча, ніж удень; з фізичною активністю вона підвищується, під час інтенсивних вправ — на 2 °C. Нормальна зміна протягом дня зазвичай має ранковий мінімум (ректальна близько 36,5 °C) і максимум вдень (ректальна 37,8 °C). Під час сну, приблизно о другій годині ночі, настає мінімум температури (за добовим спостереженням); потім температура знову трохи підвищується до пробудження.
У людини найтепліша є тільки основна температура сердцевини корпусу тіла. Організм намагається підтримувати цільову температуру в основній частині якомога довше, як це можливо. У разі підвищення температури, посилення кровообігу та потовиділення збільшує тепловиділення. У разі переохолодження тепло виробляється ритмічним скороченням м'язів у вигляді ознобу. Або зниження тепловтрати за рахунок зниження кровотоку до шкіри і кінцівок. Температура поза корпусу тіла, в так званій оболонці тіла, може бути значно нижчою. Товщина оболонки, а також її температура змінюється залежно від зовнішньої температури. Регуляція здійснюється шляхом змінення сили обігу крові зі зниженим кровопостачання оболонки відповідно для протидії охолодженню тіла. За приємних температур навколишнього середовища, середня температура шкіри становить близько 32-34 °C. При температурі повітря 15 °C, середня температура шкіри становить лише близько 24 °C, температура пальців знижується приблизно до 16 °C. Температура в пальцях рук і пальцях ніг може досягти навіть 5 °C протягом короткого часу, без сталого пошкодження. Існує інша терморегуляція.
У людини, що страждає на деякі хвороби, температура змінюється, що є захисною реакцією організму.
Стабілізується температура тіла у підлітковому віці. Тіло жінок в середньому гарячіше, ніж у чоловіків.

## У різних істот

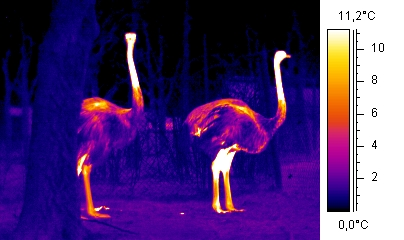
Страус може підтримувати температуру свого тіла відносно постійною, навіть якщо довкілля може бути дуже гарячим вдень і холодним вночі.

Тварини, здатні підтримувати власну температуру у вузьких межах незалежно від температури зовнішнього середовища, називаються теплокровними, або гомойотермними. До теплокровних тварин належать ссавці та птахи. Тварини, позбавлені такої здатності, називаються холоднокровними, або пойкілотермними. Підтримка температури тіла організмом називається терморегуляцією. Особливістю терморегуляції деяких тварин, є линяння при переході з теплого в холодне півріччя і навпаки.
У ведмедів та інших тварин, які впадають у сплячку, температура тіла знижується.
Ветеринари при огляді тварин користуються по-іншому проградуйованими ртутними або електронними приладами, оскільки температура тварини інша. Так, температура квочки під час насиджування яєць, складає 40 °C.
У холоднокровних тварин температура тіла мало відрізняється від температури довкілля, і лише у разі інтенсивної м'язової діяльності у деяких видів вона може значно перевищувати навколишню температуру. Не мають терморегуляції земноводні (внаслідок того, що вода дуже відводить тепло), риби і всі безхребетні.

## Наслідки надмірного відхилення температури

### «Солодка смерть» на морозі
За тривалого переохолодження починається тремтіння зубів, озноб. Людина поступово впадає в ступор та засинає, зазвичай бачачи сни, звідки й назва. Поступово вимикаються функції організму і наступає клінічна смерть.
У разі смерті людини з інших причин, тіло холоне.

### Тепловий удар
Відчуття — головний біль, запаморочення голови, підвищення артеріального тиску внаслідок теплового розширення крові, гарячка.
За температури вище 42 °C, відбувається дестабілізація мембран.

## Сучасні дослідження
Наприкінці 2024 року вчені зі Стенфордського університету встановили, що середня температура тіла людей за останні десятиліття суттєво знизилася. За повідомленням The Financial Express, обробивши 618 тисяч вимірювань температури у дорослих пацієнтів у період з 2008 по 2017 рік, експерти з’ясували, що у мешканців США середня температура тепер перебуває в діапазоні від 36,2 до 36,8 °C.

## Цікаві факти
- Температура тіла людини близька до тієї, при якій питома теплоємність води (основного складника організму) — найменша.
- Існує поняття «психосоматичний стрибок температури». Так, якщо людина запевняє себе, що температура росте, це може відбутися насправді.
- Деякі лікарі дотримуються принципу, що виклик лікаря додому і лікарняний по респіраторних захворюваннях потрібні лише за підвищеної температури, попри всю складність інших ознак.
- У світі відомі випадки:
  - Охолодження дворічної дитини в Канаді через недбалість батьків до 14 °C внаслідок перебування протягом 2 годин на морозі, що призвело до тривалої реанімації та ампутації ноги.
  - Перегрівання внаслідок сонячного удару до 46,5 °C у американця, якого потім лікували 24 дні.